# Steyr SPP
 (septembre 2023).
Pour les articles homonymes, voir Steyr (entreprise) et SPP.
Le Steyr SPP est la version semi-automatique du pistolet mitrailleur TMP dépourvu de sa seconde poignée verticale. Employé par certains groupes d'interventions et les services de sécurité privés qui l'apprécient pour sa bonne puissance de feu, sa précision et son excellente qualité, le Steyr SPP est fort volumineux pour un pistolet puisqu'il mesure pas moins de trente-deux centimètres de long pour un poids non chargé qui se situe dans la fourchette supérieure des pistolets conventionnels. En revanche sa longueur inhabituelle lui permet de disposer d'un canon plus long : 130 millimètres contre 114 millimètres pour un pistolet conventionnel comme le Glock 17 ce qui offre une excellente précision. Le poids élevé de l'arme et son mécanisme à court recul qui tire à culasse fermée limitent le recul lors du tir ce qui permet une très bonne précision en tir rapide. 
Le SPP est réalisé en polymère DCEF 1313, qui, d'après le fabricant, est quasi indestructible. Le SPP, chambré en 9 mm Parabellum utilise à la base un chargeur de 15 balles, mais des chargeurs de 30 balles sont disponibles. Ce dernier type de chargeur, étant donné sa longueur, rend l'arme assez haute et complique son port sous des vêtements. Les dimensions de l'arme ne la destinent de toute façon pas vraiment à être camouflée ; elle dispose même de points d'attache pour une sangle. Le dos du pistolet accueille de série un rail permettant la fixation de diverses optiques de visées.
Le SPP s'est également démarqué dans le domaine de la fiabilité, où il s'est avéré être au-dessus de la moyenne et les opérations d'entretien et de maintenance sont extrêmement simples à réaliser. Le SPP coûte environ 895 dollars américains et est disponible aussi bien pour les forces de l'ordre que pour le marché civil. Il est notamment très apprécié des gardes du corps des vedettes du show-bizz et du cinéma et fait aussi usage de pistolet défensif, son aspect impressionnant et dissuasif étant apprécié pour ces deux usages[réf. souhaitée].

## Caractéristiques
- Calibre : 9 mm Parabellum
- Mécanisme : court recul, culasse fermée
- Longueur : 32,2 cm
- Longueur du canon : 13 cm
- Masse (non chargé) : 1,190 kg
- Masse (chargé) : 1,435 kg (15 coups)
- Capacité : 15 coups, 30 coups